# مهرجان الشارقة السينمائي الدولي للأطفال والشباب
مهرجان الشارقة السينمائي الدولي للأطفال والشباب هو مهرجان سنوي يُقام في مدينة الشارقة بالإمارات العربية المتحدة، ويعرض أفلامًا خاصة بالأطفال واليافعين بهدف تثقيف الصغار وتعزيز روح الإبداع لديهم وقيم التسامح والسلام من خلال السينما والفنون.

## لمحة تاريخية
تأسس مهرجان الشارقة السينمائي الدولي للأطفال والشباب في عام 2013 على يد الشيخة جواهر بنت عبد الله القاسمي زوجة حاكم الشارقة كأحد مشاريع مؤسسة فن، وهي منظمة غير حكومية تهتم بكل ما يتعلق بالفن والإعلام الموجه للأطفال والناشئين كتصميم الجرافيك والرسوم المتحركة والتصوير الفوتوغرافي وصناعة الأفلام الموجهة للأطفال والناشئين. ومنذ ذلك الحين، تتولى المؤسسة تنظيم المهرجان بشكل سنوي.

## الجوائز
تتنافس الأفلام المُشاركة في مهرجان الشارقة السينمائي الدولي للأطفال والشباب في سبع فئات، تقتصر إحداها على الأفلام الخليجية فقط، على حين تكون هناك مُسابقة أخرى دولية، وتُقسم الأفلام المُشاركة إلى فئات على النحو التالي:
| فئات المسابقات                       |
| ------------------------------------ |
| فئة الأفلام الوثائقية                |
| فئة أفلام الرسوم المتحركة            |
| فئة الأفلام الدولية القصيرة          |
| فئة الأفلام الخليجية القصيرة         |
| فئة الأفلام الروائية الطويلة         |
| فئة الأفلام من صنع الأطفال واليافعين |
| فئة الأفلام من صنع الطلاب            |

كما تقام خلال المهرجان العديد من الفعاليات والورش التي تهدف لتنمية مواهب الأطفال وتأهيل طلاب المدارس، إلى جانب مجموعة جلسات حوار مع العديد من الخبراء والمبدعين لتطوير صناعة السينما للأطفال.

## لجان التحكيم
ضمت لجان تحكيم مهرجان الشارقة السينمائي الدولي للأطفال والشباب عددًا من المُبدعين العرب والعالميين البارزين في مجالات الفنون وصناعة السينما من بينهم الكاتب المصري مدحت العدل، والمخرج والمنتج الكوري تشو سونج كيو، والممثلة الكويتية غدير السبتي، والمخرج السينمائي محمد حاجي، والناقد المصري أحمد شوقي.

## الدورات
أقيمت، منذ تأسيس المهرجان وحتى الآن، عشر دورات من مهرجان الشارقة السينمائي الدولي للأطفال والشباب، كانت أوّلها في عام 2013، وآخرها في عام 2023، ويوضّح الجدول التالي تاريخ دورات المهرجان:
| الدورة  | تاريخ الافتتاح               | تاريخ الاختتام               | المكان                                                                                               | شعار الدورة | عدد الأفلام المُشاركة |
| ------- | ---------------------------- | ---------------------------- | --- | ----------- | -------------------- |
| السادسة | 14 أكتوبر (تشرين الأول) 2019 | 19 أكتوبر (تشرين الأول) 2019 | مركز الجواهر للمناسبات والمؤتمرات                                                                    | فكر سينما   | 138 فيلم من 31 دولة  |
| التاسعة |                              | 15 أكتوبر (تشرين الأول) 2022 | مركز الجواهر للمناسبات والمؤتمرات، وفوكس سينما سيتي سنتر الزاهية في الشارقة، ومردف سيتي سنتر في دبي. |             | 95 فيلماً من 43 دولة. |
| العاشرة | 22 أكتوبر (تشرين الأول) 2023 | 28 أكتوبر (تشرين الأول) 2023 | |             | 81 فيلماً من 37 دولة  |